# レザ＝シュル＝レーズ
レザ＝シュル＝レーズ （Lézat-sur-Lèze）は、フランス、オクシタニー地域圏、アリエージュ県のコミューン。

## 地理
レザは、アリエージュ川の支流レーズ河岸にあるコミューンである。オート＝ガロンヌ県の中に細長く入り込んだ、アリエージュ県最北のコミューンで、トゥールーズ都市圏の一部を構成しており、県道919号線が通っている。

## 歴史
レザの歴史は、ベネディクト会のサンタントワーヌ・エ・サン・ピエール修道院と結びついている。修道院はサン・ジャン・バティスト教会となり、修道院の遺構は役場となった。修道院はかつて非常に重要で地域（アリエージュ県、オード県、オート＝ガロンヌ県）に影響を及ぼしていた。フランス革命まで、レザはリウー司教座、そしてフォワ伯領に属していた。

## 人口統計
| 1962年 | 1968年 | 1975年 | 1982年 | 1990年 | 1999年 | 2006年 | 2011年 |
| ------ | ------ | ------ | ------ | ------ | ------ | ------ | ------ |
| 1612   | 1739   | 1861   | 1832   | 1964   | 2114   | 2197   | 2373   |

参照元:1999年までEHESS、2004年以降INSEE

## 姉妹都市
- アテカ、スペイン

## 出身者
- ジャック・デュポン - 元自転車競技選手
- フランソワ・ヴェルディエ - レジスタンス活動家
- ジャック・フォーシェ - 画家